# Pietro Donzelli
Pietro Donzelli (Monte Carlo, 1915 – Milano, 27 maggio 1998) è stato un fotografo italiano. Contribuì, con le sue immagini, a far emergere ed affermare la fotografia in Italia nel secondo dopoguerra.

## Biografia
Nacque a Monte Carlo, ma all'età di tre anni si trasferì con la famiglia a Milano dove si diplomò nel 1931. Iniziò a lavorare come disegnatore e fu, per un certo tempo, archivista presso la compagnia telefonica Sirti e poi organizzatore della raccolta fotografica dell'azienda. Ciò lo portò a scoprire il suo amore per la fotografia e comprò, nel 1939, la sua prima macchina fotografica, una 6x9 Zeiss Ikon Ikonta. Allo scoppio della seconda guerra mondiale, lavorò nel reparto pubblicità della compagnia telefonica e nel mentre frequentò il corso di architettura presso la Scuola degli Artefici dell'Accademia di belle arti di Brera fino al 1943, quando fu chiamato per il servizio militare. Al ritorno dalla guerra divenne membro del Circolo Fotografico Milanese e, a 31 anni, iniziò l'attività di fotografo professionista.
Fu un momento di grande impegno per la fotografia. Nel 1947 fondò una rivista di fotografia con Ezio Croci e Piero Di Blasi. Nei successivi tre anni organizzò mostre di fotografi italiani e stranieri, tra cui Gruppo del XV, D. Masclet, W. Laubli, La Bussola, H. Grindat, Fotoform, M. Hoepffner, A. Lazi, Villaggio Camera Club di New York, Chargesheimer, H. Heinrich e Kitano C.C. Organizzò mostre del Circolo Fotografico Milanese a Tokyo, Kōbe e New York e fondò l'Unione Fotografica con Alberto Buranelli, Clari, Enzio Croci, Piero Di Blasi, Edoardo Gioia, Orsi, Ornano e Luigi Veronesi. Nel 1954 coordinò la Mostra di Fotografia Storica per conto dell'Ente Fiera Campionaria di Milano e pubblicò, nello stesso anno, con Luigi Veronesi Fotografi Italiani, il primo annuario italiano di fotografia dalla fine della seconda guerra mondiale.
L'ex fotografo dilettante era diventato un noto professionista della fotografia nazionale e internazionale, non da ultimo come curatore e organizzatore. Negli anni successivi lavorò a molti progetti internazionali e mostre di fotografia, in particolare in Italia, ma anche per l'Unione Fotografica a Parigi. Contribuì a diverse pubblicazioni specializzate e non: Ferrania, Photorama, Europa Camera, Fotopratica e L'Europeo e fu poi condirettore dell'edizione italiana della pubblicazione Popular Photography nonché di Critica e storia della fotografia (insieme a Piero Racanicchi). Organizzò la Mostra fotografica della nuova generazione, insieme con l'Unione Fotografica ed il Foto Club Pescara, con fotografie di artisti provenienti da 23 paesi diversi.
Nel 1961 collabora alla realizzazione dell'opera in due volumi di Pietro Racanicchi Critica e storia della fotografia.
Per la sua attività, nel 1968, ebbe due riconoscimenti: dalla Federazione Italiana Associazioni Fotografiche (SFOP) fu nominato  Maestro Fotografo e dalla Società 3M ricevette il premio Una vita per la fotografia. Quasi dieci anni dopo Bolaffi Arte lo annoverò tra i 20 migliori fotografi italiani. Lo SFOP, nel 1995, lo premiò come Fotografo dell'anno.
La mostra più completa delle sue opere venne realizzata, nel 1997, al Museo Wolfsburg Arte e alla Schirn Kunsthalle di Francoforte sul Meno, come retrospettiva. Oggi, opere fotografiche di Donzelli sono esposte al Museo Folkwang di Essen, alla George Eastman House di Rochester e al Museo Guggenheim di New York. Continuò a lavorare fino alla sua morte avvenuta nel 1998 a Milano.
Nonostante la lunga e intensa attività di fotografo non pubblicò mai nessun libro.

## Mostre curate o organizzate da Pietro Donzelli
- Group des XV (1947–1950)
- D. Masclet (1947–1950)
- W. Laubli (1947–1950)
- La Bussola (1947–1950)
- H. Grindat (1947–1950)
- Fotoform (1947–1950)
- M. Hoepffner (1947–1950)
- A. Lazi (1947–1950)
- Village Camera Club - New York (1947–1950)
- Chargesheimer (1947–1950)
- H. Heinrich (1947–1950)
- Kitano C.C. (1947–1950)
- Diverse mostre per il Circolo Fotografico Milanese a Tokio, Kōbe e New York (1947–1950)
- Mostra Storica di Fotografia per conto dell'Ente Fiera Campionaria in Milano (1954)
- Unione Fotografica al Salon International, Paris (1955)
- Fotografi della nuova generazione per l'Unione Fotografica e il Fotoclub Pescara (1960)
- Origini del Fotoreportage negli USA, Galeria Cadorna, Milano (1996)